# Sipan (Armenia)
Sipan (in armeno Սիփան?, fino al 1978 Pamb Kurdskiy, P'amb Kurd, P'ambak o Pamb) è un comune dell'Armenia di 264 abitanti (2001) della provincia di Aragatsotn.